# Сажин, Владимир Анатольевич
Влади́мир Анато́льевич Са́жин (род. 2 сентября 1959, Березняки, Пермский край, СССР) — советский и российский актёр театра и кино, режиссёр, педагог, доцент кафедры мастерства актёра ТИ им. Щукина, профессор, заведующий кафедрой актёрского искусства Российской государственной специализированной академии искусств, профессор кафедры пластического воспитания актёра Школы-студии МХАТ

## Биография
Владимир Сажин родился в г. Березняки 2 сентября 1959 г.
В 1982 г. окончил актёрский факультет ВТУ им. Щукина (художественный руководитель курса Ставская Л. В.). Его однокурсниками были Евгений Князев, Михаил Борисов, Галина Сазонова.
В 1993 г. завершил обучение в аспирантуре при ВТУ им. Щукина по кафедре «пластическая выразительность актёра». Специальность: режиссёр-педагог по пластике
С 1982 по 1989 г.г. актёр в Ставропольском академическом драматическом театре им. Лермонтова
С 1989 по 1992 г.г. актёр московского театра «Малая драматическая группа»
С 1989 по 1994 г.г. актёр московского театра-студии «Четвёртая стена»
С 1993 по 2013 г.г. актёр московского драматического театра им. К. С. Станиславского
С 2003 по н.в. Доцент кафедры мастерства актёра Театрального института им. Щукина
С 2002 по н.в. профессор кафедры пластического воспитания артиста школы-студии МХАТ
С 2002 по н.в. заведующий кафедры мастерства актёра в Российской государственной специализированной академии искусств
В качестве режиссёра по пластике осуществил постановки в московских театрах: МХТ имени А. П. Чехова, театр на Таганке с Ю. П. Любимовым, театр имени Моссовета, драматический театр им. К. С. Станиславского, театр имени Рубена Симонова, а также в театрах Ярославля, Белгорода, Пензы, Ногинска. Зарубежные постановки: Сараево (Босния-Герцеговина).
Участник театрального фестиваля в Авиньоне со спектаклем по пьесе П. Вайса «Марат и маркиз де Сад»
Удостоен 1-го приза Фестиваля детского и юношеского творчества по сценическому мастерству детей с нарушением слуха в Чехии за спектакль «Метаморфозы» в 1998 г.
Проводил мастер-классы по сценическому движению в Валенсии (Испания), Лондоне и Кентербери (Великобритания), Театральном центре Юджина О’Нила в США.
В качестве худ.руководителя выпустил курсы в 2017 г. (Коми студия) и 2022 г. в ТИ им. Щукина

## Работы в театре

### Актёр
Ставропольский академический театр им. Лермонтова:
- 1982 — Колька Пачуфаров «Мельница счастья» В. Мережко
- 1982 — Валер «Тартюф» Ж.-Б. Мольер
- 1982 — Бадриломидзе «Ченарский манифест» Чхеидзе
- 1982 — Иван «Завтрак с неизвестными» В. Дозорцев
- 1983 — Драгун «Порог» А. Дударев
- 1983 — Гамлет «Быть или не быть…» В. Шекспир
- 1983 — Черчилль «Диктатура совести» М. Ф. Шатров
- 1984 — Виктор «Я и мы». Г. Бакланов
- 1984 — Душко «ОБЭЖ» Б. Нушич
- 1984 — Онегин, Маэстро, Вторая голова Змея Горыныча «До третьих петухов» В. М. Шукшин
- 1984 — Рекс «Диск-жокей» С. Поляков
- 1984 — Виктор"Бывшие" Г. Бакланов
- 1984 — Артём «Игра в фанты» Н. Коляда
- 1984 — Дромио «Комедия ошибок» В. Шекспир
- 1984 — Валерка «Эй, ты, здравствуй!» Г. Мамлин
- 1984 — Серегин «Проводим эксперимент» В. Черных, М. Захаров
- 1984 — Тишка, «Банкрот» А. Островский
- 1984 — Вадим Никитин «Берег» Ю. Бондарев
- 1984 — Пров «Гнездо глухаря» В. С. Розов
- 1984 — Алексей «Кабанчик» В. С. Розов
- 1985 — Чарльз Серфес «Школа злословия» Р. Шеридан
- 1985 — Доктор Борменталь «Собачье сердце» М. А. Булгаков
- 1986 — Первый мужчина «Леди Макбет Мценского уезда» Н. С. Лесков
- 1986 — Подхалюзин «Банкрот» А. Н. Островский
- 1986 — Хамелеон «Сокровища Бразилии»
- 1987 — Гордый и многие другие «Со-ба-ки!» К. Сергиенко
- 1987 — Принц «Сестра моя — Русалочка» Л. Разумовская
- 1987 — Герман Лопатин «Пощады не прошу» Соловейчик
- 1987 — Афганец «И был день» А. Дударев

Московский театр-студия «Четвёртая стена»:
- Вадим Григорьевич Дульчин «Последняя жертва» А. Н. Островский (постановка В. И. Ненашева)

Московский Театр им. Моссовета:
- 1991—1992 — Генерал Чарнота «Бег» М. А. Булгаков

Москва, театр «Новая опера»:
- 1992—1993 — Мефисто «Мефистро-театр»

Московский драматический театр им. К. С. Станиславского:
- 1993—2003 «Царевна-лягушка» Г. Соколова — Иван-царевич
- 1993—1997 — Отец, брат «Уважаемые граждане» М. М. Зощенко
- 1993—2001 — Зигфрид «Черная курица» Г. Соколова
- 1993 — Доктор Борнменталь «Собачье сердце» М. А. Булгаков (постановка А. Г. Товстоногова)
- 1993—2005 — Трагик «Таланты и поклонники» А. Н. Островский
- 1994—1995 — Летчик «Начало» Б. Л. Васильев
- 1995—1998 — Яичница «Женитьба» Н. В. Гоголь
- 1996 — Земляника «Хлестаков» Н. В. Гоголь
- 1995—2000 — Лаудизи «Сумашедшие поневоле»
- 2000—2009 — Деманжисти «Завещание по-итальянски»
- 1994—1997 — Замыслов «Дачники» М. Горький (постановка В. В. Ланского)
- 1993—1997 — Капитан «Томас Беккет»
- 1994—2001 — Ковьель Мещанин-дворянин" Ж.-Б. Мольер
- 2005 — Педро «Мужчина и женщины» Н. Фуртоне
- 2007—2009 — Финн «Мученики любви»
- 2010 — Сэм «Бабье лето»

### Режиссёр
- 2004 — «Театр абсурда» (по Э.Ионеско и М.Аррабаль). (Учебный театр ТИ им. Щукина)
- 2017 — «Каштанка» А. П. Чехов (Учебный театр ТИ им. Щукина)